# أسد الله بيات الزنجاني
أسد الله بيات زنجاني (و. 1941 م) هو مرجع شيعي إيراني معاصر. يوصف بأنه «مقرب من الاصلاحيين».
سبب جدلا حين أفتى بجواز شرب الماء أثناء الصوم لاي مسلم صائم يعاني من «عطش شديد».

## المصدر
- فتوى تجيز شرب الماء اثناء الصوم تثير جدلا في إيران - القدس العربي